# Лука Туньїч
Лу́ка Ту́ньїч (хорв. Luka Tunjić; нар. 19 листопада 2005) — хорватський і боснійський футболіст, півзахисник нідерландського клубу «Фортуна» (Сіттард).

## Клубна кар'єра
Вихованець команд ТуС (Гамбург), «Білльштедт», «Ніндорфер» і «Гольштайн» (Кіль).
24 липня 2024 року підписав дворічний контракт з нідерландським клубом «Фортуна» (Сіттард). 14 вересня дебютував за «Фортуну» в матчі Ередивізі проти НАК (Бреда), вийшовши на заміну Іву Пінту. 22 грудня 2024 року в поєдинку Ередивізі проти «Утрехта» забив свій перший гол у професіональній кар'єрі.

## Кар'єра у збірній
Народився у Німеччині в боснійсько-хорватській родині. Виступав за збірні Боснії і Герцеговини до 17 і до 19 років.
В березні 2025 року вперше викликаний в збірну Хорватії до 21 року для участі в міжнародному товариському турнірі в Досі. 19 березня в поєдинку з Австралією дебютував за молодіжну збірну Хорватії, відзначившись забитим голом.

## Статистика виступів
Станом на 8 серпня 2025
| Клуб              | Сезон             | Чемпіонат         | Чемпіонат | Чемпіонат | Кубок | Кубок | Єврокубки | Єврокубки | Інші  | Інші | Всього | Всього |
| Клуб              | Сезон             | Дивізіон          | Матчі     | Голи      | Матчі | Голи  | Матчі     | Голи      | Матчі | Голи | Матчі  | Голи   |
| ----------------- | ----------------- | ----------------- | --------- | --------- | ----- | ----- | --------- | --------- | ----- | ---- | ------ | ------ |
| Фортуна (Сіттард) | 2024–25           | Ередивізі         | 12        | 1         | 0     | 0     | —         | —         | —     | —    | 12     | 1      |
| Фортуна (Сіттард) | 2025–26           | Ередивізі         | 1         | 1         | 0     | 0     | —         | —         | —     | —    | 1      | 1      |
| Всього за кар'єру | Всього за кар'єру | Всього за кар'єру | 13        | 2         | 0     | 0     | 0         | 0         | 0     | 0    | 13     | 2      |